# Aero (cómic)
Lei Ling es una superheroína que aparece en los cómics estadounidenses publicados por Marvel Comics. Creada por el escritor Zhou Liefen y el artista Keng, el personaje apareció por primera vez en Aero #1 (septiembre de 2018). Lei Ling es una superheroína de origen chino.Ella es una arquitecta que posee superpoderes basados en el aire vinculados al chi.Es conocida bajo el nombre en clave de Aero.

## Desarrollo

### Concepto y creación
Lei Ling es uno de los primeros superhéroes chinos de Marvel Comics.La editorial estaba desarrollando cómics sobre el personaje en 2017.La introducción de Aero se anunció en 2018.Marvel reveló los últimos avances en sus cómics durante una exposición celebrada en Shanghái en julio de 2018.Fue creada por Marvel Comics en colaboración con la empresa china NetEase.El editor en jefe Chester Bror Cebulski comentó: "Me encanta ver a Marvel continuar expandiéndose globalmente, tanto en nuestra base de fans como en nuestros círculos creativos. Trabajar para dar vida a Aero y Sword Master no se trataba de traer personajes de Marvel a China, sino de hacer de China una parte más importante del Universo Marvel. Y estos personajes chinos son solo el comienzo".Más tarde, Lei Ling hizo su debut en inglés fuera de China en 2019.

### Historial de publicaciones

#### Década de 2010
Lei Ling debutó en Aero #1 (2018), su primera serie de cómics en solitario, creada por el escritor Zhou Liefen y el artista Keng.Más tarde apareció en la serie War of the Realms: New Agents of Atlas del 2019.Apareció en la serie Agents of Atlas del 2019.

#### Década de 2020
Lei Ling apareció en la serie Atlantis Attacks de 2020.Más tarde apareció en el one-shot King in Black: Black Knight del 2021.Apareció en la serie The Marvels del 2021.

## Biografía ficticia
De niña, Lei Ling sueña con volar todas las noches y, un día, ella descubrió que poseía habilidades basadas en el aire, lo que la llevó a convertirse en la superheroína Aero. Más tarde ella creó su estudio de arquitectura, Sacred Tree Design, después de ser asesorada como agente por Madame Huang.
Aero viajó al Pacífico Norte después de detectar un problema debido a sus poderes. Se encontró con el superhéroe Wave, que encontró una perturbación al tratar con el agua. Ambos fueron golpeados por un remolino, lo que dejó inconsciente a Aero. Los demonios pronto comenzaron a salir del océano.
Cuando Shanghái estaba bajo ataque, se dio cuenta de que los demonios la habían engañado para que abandonara la ciudad, ya que quedó indefensa. Los demonios fueron asesinados más tarde por una deidad del fuego.
Lei Ling rescató a los aldeanos que vivían en las partes exteriores del país de Sin-Cong. Ella intentó salvar a los atrapados bajo una cúpula oscura. Más tarde ella luchó contra las fuerzas de Lady Lotus, pero fue capturada junto a otros héroes.Juntos, ellos lograron escapar a otro universo.Lady Lotus fue detenida más tarde y llevada ante la justicia.

## Poderes y habilidades
Lei Ling tiene la capacidad de sentir, generar y manipular el aire y el viento a voluntad.Ella puede crear un clon de sí misma hecho del aire.Es capaz de fabricar una espada con el viento.Lei Ling tiene la capacidad de generar remolinos.También posee el poder de volar.

## Recepción

### Respuesta crítica
George Marston de Newsarama se refirió a Lei Ling como una "estrella emergente".Theo Kogod de Comic Book Resources clasificó a Lei Ling en el octavo lugar en su lista de los "10 personajes de Marvel mejor vestidos de 2019", escribiendo: "Aero tiene un traje de superhéroe impresionante pero práctico. El body de una sola pieza es elegante y parece estar aislado contra el frío de la gran altitud, mientras que las mangas se enganchan a sus pulgares para que no se enrollen hacia atrás mientras vuela por los cielos. Pero lo que realmente hace que este disfraz funcione es su capa, que parece estar hecha del mismo aire que está manipulando".

### Impacto
En 2020, se anunció que Lei Ling "obtuvo millones de lectores cuando su serie se lanzó inicialmente en China".En mayo de 2018, China Daily informó que Aero ha tenido 6,64 millones de visitas en la plataforma NetEase.

## Recepción literaria

### Volúmenes

#### Aero(2019)
Según Diamond Comic Distributors, Aero Vol. 1 Before The Storm (TPB) fue la 138ª novela gráfica más vendida en febrero de 2020.

#### Número 1
Según Diamond Comic Distributors, Aero #1 fue el 12º cómic más vendido en julio de 2019.Fue el cómic número 120 más vendido en 2019.
Joe Grunenwald de Comics Beat afirmó: "En general, Aero # 1 hace un buen trabajo presentando a las audiencias de lectura de inglés a dos nuevos héroes internacionales que quizás no hayan conocido antes. Pak presenta un par de historias entretenidas, y el arte de ambas historias encaja bien con el sabor de cada pieza. Si estás buscando algunos superhéroes que no se parecen a la mayoría de los superhéroes, este libro debería dejarte satisfecho".Josh Davison de Comicon.com le dio a Aero # 1 una calificación de 8 sobre 10, escribiendo: "Aero # 1 es un primer número emocionante para este nuevo superhéroe de Marvel. Lei Ling es un personaje principal interesante, divertido y convincente, y las amenazas a las que se enfrenta en este número crean un gran conflicto. Este recibe una recomendación segura. Compruébalo".

#### Número 2
Según Diamond Comic Distributors, Aero #2 fue el cómic número 122 más vendido en agosto de 2019.
Matthew Aguilar de ComicBook.com le dio a Aero # 2 una calificación de 4 de 5 estrellas, diciendo: "Aero se mostró prometedor con su primer número, pero el segundo número ofrece mucho más que solo promesa. El libro comienza con imágenes absolutamente impresionantes de Keng y una historia de Zhou Liefen y Greg Pak que comienza a retirar las capas tanto de la personalidad de Aero como de su impresionante conjunto de poderes. Su némesis también es bastante convincente, y su batalla insinúa cosas aún más grandes por venir. Después de eso, Pak, el artista Pop Mhan y el colorista Federico Blee están a la altura, y aunque las imágenes no son tan fuertes aquí, se ajustan al tipo de historia que Pak está tratando de contar. Esta historia se centra mucho más en Wave, pero en solo unas pocas páginas terminas con una imagen mucho más completa de quién es, por lo que ha pasado y el corazón de oro debajo de todo el dolor. Puede que haya empezado un poco lento, pero aquí Aero está empezando a dar sus primeros pasos, y rápidamente nos estamos convirtiendo en grandes fans de la heroína y de su increíble mundo".Josh Davison de Comicon.com le dio a Aero # 2 una calificación de 8 sobre 10, afirmando: "Aero # 2 es otro tema emocionante y atractivo para este héroe novato de Marvel. Lei Ling es una protagonista interesante y única en el canon de Marvel, y estoy deseando ver cómo crece y se desarrolla con el tiempo. También me gustaría verla encontrarse con algunos de los elementos básicos del Universo Marvel en algún momento. En cualquier caso, este cómic recibe una recomendación. Compruébalo".

## Otras versiones

### Marvel Zombies
Una versión alternativa de Lei Ling / Aero aparece en Marvel Zombies.Ella fue infectada y se convirtió en una zombi que está atacando a las personas.

## En otros medios

### Videojuegos
- Lei Ling / Aero aparece como un personaje jugable en Marvel Future Fight.[42]
- Lei Ling / Aero aparece como una carta jugable en Marvel Snap.[43]